# Silent Alarm
Silent Alarm je prvi album angleške rock skupine Bloc Party iz leta 2005.

## Seznam pesmi
1. »Like Eating Glass«
2. »Helicopter«
3. »Positive Tension«
4. »Banquet«
5. »Blue Light«
6. »She's Hearing Voices«
7. »This Modern Love«
8. »Pioneers«
9. »Price of Gas«
10. »So here we are«
11. »Luno«
12. »Plans«
13. »Compliments«